# Somethin's Happening
Somethin's Happening es el tercer álbum de estudio del músico inglés Peter Frampton. Fue publicado en marzo de 1974 a través de A&M Records.

## Recepción de la crítica
Un escritor no especificado de Record World escribió: “El rock progresivo se ofrece de forma ajustada y profesional; bien producido por el propio Sr. Frampton. Nicky Hopkins contribuye con la magia del piano, y el álbum tiene valor tanto estético como comercial”.

## Rendimiento comercial
La revista Billboard informó en la semana que finalizó el 2 de marzo de 1974 que Somethin's Happening fue una selección en radio FM con emisión en KSHE-FM, una de las principales estaciones del país. La semana siguiente fue una selección de acción  en radio FM en otras dos estaciones líder: WPLR-FM y KNAC-FM.

## Lista de canciones
Todas escritas por Peter Frampton excepto "Doobie Wah", coescrita con John Siomos y Rick Wills.
1. "Doobie Wah" - 4:04 (Frampton, Siomos, Wills)
2. "Golden Goose" - 5:30
3. "Underhand" - 3:39
4. "I Wanna Go to the Sun" - 7:29
5. "Baby (Somethin's Happening)" - 4:46
6. "Waterfall" - 6:00
7. "Magic Moon (Da Da Da Da Da!)" - 3:49
8. "Sail Away" - 7:32

## Créditos y personal
Créditos adaptados desde las notas de álbum de Somethin's Happening.
Músicos
- Peter Frampton – guitarra, sintetizador, piano, órgano, percusión, voces; batería en «Magic Moon (Da Da Da Da Da!)»
- Rick Wills – Fender Bass, voces
- John Headley-Down – batería, percusión

Músicos adicionales
- Nicky Hopkins – piano en «Waterfall» y «Sail Away»

Personal técnico
- Peter Frampton – productor
- Chris Kimsey – ingeniero de audio, mezclas
- Lee Hulko – masterización
- Hipgnosis – diseño de portada
- George Hardie – lettering

## Posicionamiento
| Gráfica (1974)                                  | Pico de posición |
| ----------------------------------------------- | ---------------- |
| Estados Unidos (Billboard Top LPs & Tape)       | 125              |
| Estados Unidos (Cash Box Top 100 Albums Cont'd) | 102              |